# Northeast Amateur
The Northeast Amateur is een jaarlijks golftoernooi voor amateurs dat gespeeld wordt op de Wannamoisett Country Club in Rumford, Rhode Island. 
De eerste editie was in 1962, in 2011 wordt de 50ste editie gespeeld. Ruim 50% van de winnaars is later professional geworden.

## De spelers
De deelnemers spelen dit toernooi op uitnodiging, maar de volgende winnaars krijgen voorrang:
| - A.J.G.A. Player of Year - Azalea Invitational - British Amateur - Canadian Amateur - Dixie Amateur - Dogwood Invitational - English Amateur - European Amateur - GB&I Walker Cup Team | - IJGT Player of Year - Jones Cup - Mass. G.A. Player of Year - NCAA Div I Championship - New England Amateur - Northeast Amateur Past Champions - North & South Amateur - Pacific Coast Amateur - Players Amateur | - Porter Cup - R.I.G.A. Player of Year - R.I.G.A. Stroke Play - R.I.G.A. Amateur - Sahalee Players Championship - Scratch Players Championship - Scratch Players World Amateur Ranking - South American Amateur | - Southern Amateur - Sunnehanna Amateur - U.S.G.A. Amateur & Runner-up - U.S.G.A. Amateur Public Links - U.S. Challenge Cup Player of Year - U.S.G.A. Junior Amateur - U.S.G.A. Mid-Amateur - U.S.G.A. Walker Cup Team - Western Amateur |

A.J.G.A.= American Junior Golf Association, I.J.G.T.= International Junior Golf Tour, R.I.G.A.= Rhode Island Golf Association, 
U.S.G.A.= US Golf Association 

## Winnaars
| - 1962: Dick Siderowf - 1963: Gene Francis - 1964: Ronnie Quinn - 1965: Ronnie Quinn - 1966: Dick Siderowf - 1967: Marty Fleckman - 1968: Pete Bostwick Jr - 1969: Jerry Courville Sr - 1970: Allen Miller - 1971: Vinny Giles - 1972: Wally Kuchar - 1973: Ben Crenshaw - 1974: Bill Hyndman - 1975: Rocky Waitt - 1976: Bob Byman | - 1977: Scott Hoch - 1978: John Cook - 1979: John Cook - 1980: Hal Sutton - 1981: Dick Von Tacky - 1982: Chris Perry - 1983: Bill Hadden - 1984: Jay Sigel - 1985: Jay Sigel - 1986: Bob Friend - 1987: Bob Lewis - 1988: Brett Quigley - 1989: Jeff Barlow - 1990: Todd White - 1991: Jay Sigel | - 1992: David Duval - 1993: Allen Doyle - 1994: Gary Simpson - 1995: Notah Begay III - 1996: Jason Enloe - 1997: Brad Elder - 1998: Michael Harris - 1999: Jonathan Byrd - 2000: Luke Donald - 2001: Luke Donald - 2002: Brian Quackenbush - 2003: Chris Nallen - 2004: Anthony Kim - 2005: Kyle Reifers - 2006: Carlton Forrester | - 2007: Dustin Johnson - 2008: Brendan Gielow - 2009: Dan Woltman - 2010: Joseph Bramlett (-6) |